# Frank-Manuel Peter

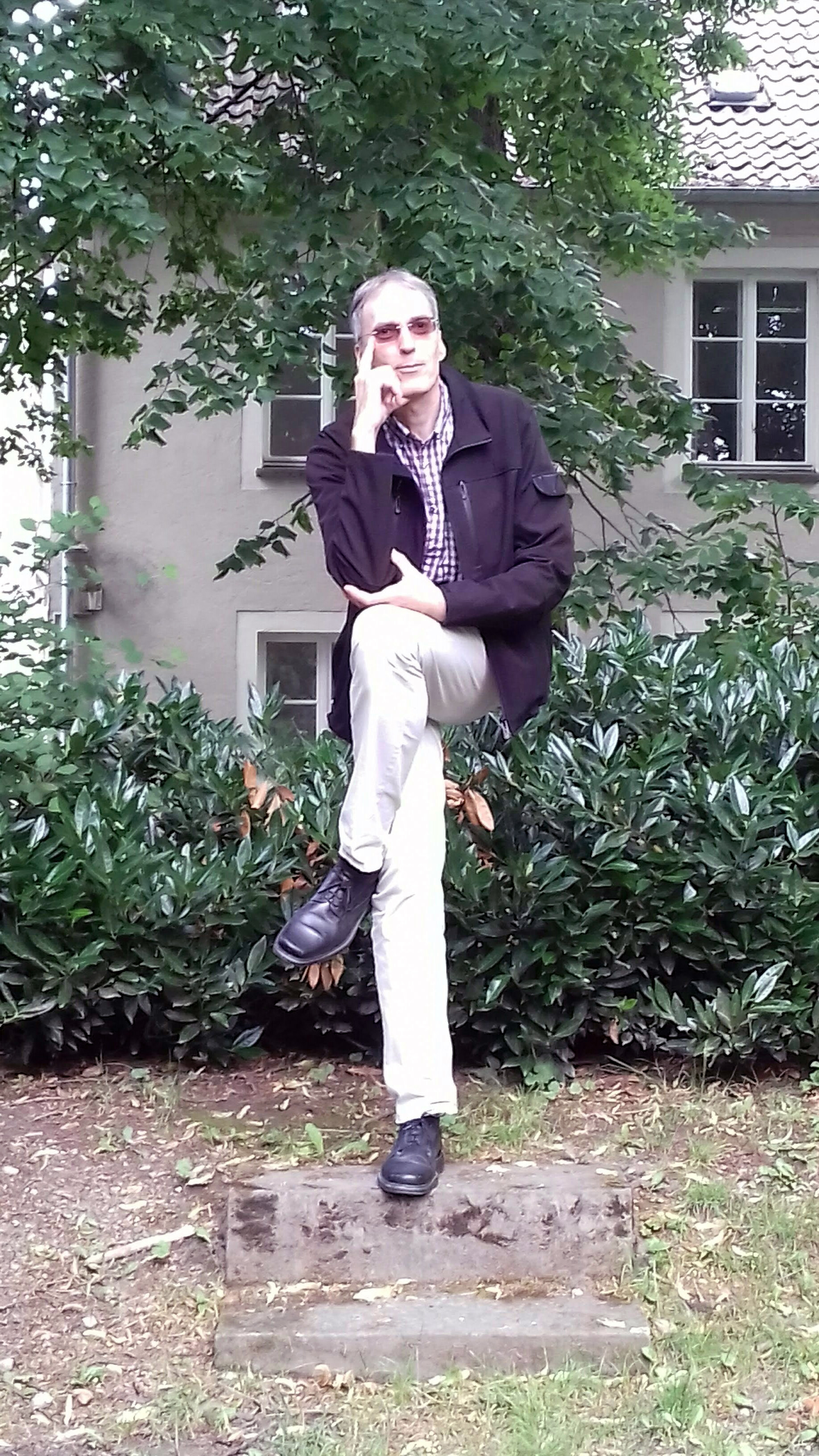
Frank-Manuel Peter bei der Performance Monuments Man (I) im Schlosspark Freudenthal (2019).

Frank-Manuel Peter (* 1959 in Berlin) ist ein deutscher Tanzwissenschaftler.

## Leben und Wirken
Frank-Manuel Peter studierte an der Freien Universität Berlin Theaterwissenschaft, Kunstgeschichte, Germanistik und Bibliothekswissenschaft und schloss als M. A. ab. 2004 wurde er mit einer Arbeit über Dore Hoyer zum Dr. phil. promoviert.
Frank-Manuel Peter war von 1986 bis März 2025 Leiter des Deutschen Tanzarchivs Köln. Er ist seit 2005 Dozent und seit 2012 Honorarprofessor für den Studiengang Tanzwissenschaft an der Hochschule für Musik und Tanz Köln. Er betreute die vom Deutschen Tanzarchiv Köln herausgegebene Buchreihe „Studien und Dokumente zur Tanzwissenschaft“, die Reihe „Leitfäden für Tanzpädagogen“, mit Walter Salmen und ab Band 8 mit Gabriele Busch-Salmen die Reihe „Terpsichore – Tanzhistorische Studien“ sowie die „Bibliographie deutschsprachiger Hochschulschriften zur Tanzwissenschaft/Tanzforschung“.
Frank-Manuel Peter ist Beiratsmitglied der Alexander und Renata Camaro Stiftung, geschäftsführendes Stiftungsratsmitglied der Duncan Tanz-Stiftung und Vorstandsvorsitzender der Mary Wigman Stiftung.

## Schriften
- Valeska Gert. Tänzerin, Schauspielerin, Kabarettistin. Mit einem Vorwort von Volker Schlöndorff. Frölich und Kaufmann, Berlin 1985, ISBN 3-88725-196-2. 2. Auflage: Hentrich, Berlin 1987, ISBN 3-926175-31-1.
- mit Hedwig Müller, Garnet Schuldt: Dore Hoyer. Tänzerin. Hentrich, Berlin 1992, ISBN 3-89468-012-1.
- Zwischen Ausdruckstanz und Postmodern Dance. Dore Hoyers Beitrag zur Weiterentwicklung des modernen Tanzes in den 1930er Jahren. Dissertation. Freie Universität Berlin 2004 (Online-Zugang).
- Das Berliner Hansaviertel und die Interbau 1957. Sutton, Erfurt 2007, ISBN 978-3-86680-151-6.
- (Mitautor): Musikstadt Köln. Geschichte und Gegenwart. Dohr, Köln 2013, ISBN 978-3-86846-110-7.
- Der Maler/The Painter Ernst Oppler. Berliner Secession & Russisches Ballett/The Berlin Secession & The Russian Ballet. Wienand, Köln 2017, ISBN 978-3-86832-391-7.
- Oskar Schlemmer und der Tanz. Die Tänzernachlässe. Wienand, Köln 2023, ISBN 978-3-86832-628-4.[8]

 Herausgeberschaft:
- mit Susan Au: Documentation beyond performance. Dance scholarship today. Internationales Theaterinstitut, Berlin 1989, ISBN 3-924056-05-6.
- mit Claudia Rosiny: Tanz in NRW. Entwicklungen seit den zwanziger Jahren. Deutsche UNESCO Commission, Bonn 1991.
- Der Tänzer Harald Kreutzberg. Hentrich, Berlin 1997, ISBN 3-89468-109-8.
- Birgit Åkesson. Postmoderner Tanz aus Schweden/Postmodern Dance from Sweden. Wienand, Köln 1998, ISBN 3-87909-627-9.
- Tanz & Eros/Dance & Eros. Ausstellungskatalog. Fotografien von Dieter Blum. Deutsches Tanzarchiv, Köln 1998, ISBN 3-9804523-6-0.
- Isadora & Elizabeth Duncan in Deutschland/in Germany. Wienand, Köln 2000, ISBN 3-87909-645-7.
- Annelise Löffler, Anneliese Planken, Wilhelm Gorré: Pas de trois. Deutsches Tanzarchiv Köln, Köln 2001.
- mit Rainer Stamm: Die Sacharoffs. Zwei Tänzer aus dem Umkreis des Blauen Reiters. Wienand, Köln 2002, ISBN 3-87909-792-5.
- Henri Justamant: Giselle ou les Wilis. Ballet fantastique en deux actes. Olms, Hildesheim 2008, ISBN 978-3-487-13830-5.
- Die Tanzkritiken von Artur Michel in der Vossischen Zeitung von 1922 bis 1934 nebst einer Bibliographie seiner Theaterkritiken. Lang, Frankfurt am Main 2015, ISBN 978-3-631-53736-7.
- mit Thomas Thorausch: „Man ist kühn genug, um unmodern zu sein“. Klaus Geitels Tanzkritiken 1959–1979. Henschel, Leipzig 2019, ISBN 978-3-89487-804-7.
- Valeska Gert: Ich bin eine Hexe. Kaleidoskop meines Lebens. Alexander, Berlin 2019, ISBN 978-3-89581-511-9.
- mit Yvonne Hardt: Yvonne Georgi. Tagebuch und Dokumente zu Tanztourneen mit Harald Kreutzberg (1929–1931). Eine andere Recherche zu den Potenzialen einer kritischen Nachlassforschung. Wienand, Köln 2019, ISBN 978-3-86832-542-3.

Er ist für das Deutsche Tanzarchiv Köln Herausgeber oder Mitherausgeber von Monografien anderer Autoren über Kurt Jooss, Oda Schottmüller, Hanna Berger, Alexander von Swaine, Gret Palucca, Iris Barbura sowie von drei CD-ROMs.